# Лизон (река)
Лизон (фр. Lizonne) је река у Француској. Дуга је 61 km. Улива се у Дрон. 